# 린저우현

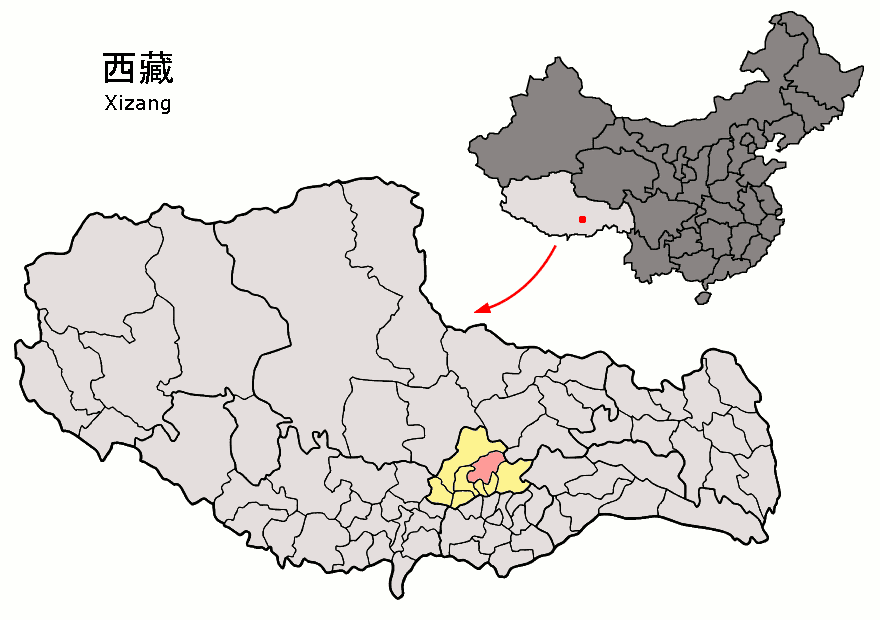
륀주브 현의 위치

린저우현(티베트어: ལྷུན་གྲུབ་རྫོང་ 륀주브 종, 중국어: 林周县, 병음: Línzhōu Xiàn)은 티베트 자치구 라싸 시의 현급 행정구역이다. 라싸 중심가의 북동부에 위치한다. 넓이는 4512km2이고, 인구는 2007년 기준으로 60,000명이다.

## 기후
연평균 기온은 2℃이고 연평균 강수량은 500mm이다.

## 행정 구역
1개 진, 9개 향을 관할한다.
- 진: 甘丹曲果镇.
- 향: 春堆乡, 松盘乡, 强嘎乡, 卡孜乡, 边觉林乡, 江热夏乡, 阿朗乡, 唐古乡, 旁多乡.